# 彭德爾頓 (密蘇里州)
彭德爾頓（英語：Pendleton）是位於美國密蘇里州沃倫縣的村。

## 人口
根據2020年美國人口普查的數據，彭德爾頓的面積為0.79平方千米，皆為陸地。當地共有人口34人，而人口密度為每平方千米43人。